# Bürgschaftsbank
Bürgschaftsbanken (oder Kreditgarantiegemeinschaften) sind im Bankwesen Kreditinstitute in der Form der Spezialbanken, deren Betriebszweck ausschließlich in der Unterstützung von mittelständischen Unternehmen und freien Berufen hinsichtlich deren Kredit- oder Beteiligungsfinanzierung besteht.

## Allgemeines
Bürgschaftsbanken sind Förderbanken, die zu Gunsten ihrer Kunden Bankavale (Bürgschaften oder Garantien) übernehmen, damit diese bei ihren Hausbanken Kreditwürdigkeit erlangen und Kredite erhalten, die mit diesen Bankavalen gesichert werden können. Meist werden hiermit langfristige Investitionskredite im Rahmen der Unternehmensfinanzierung besichert, weil die Kreditnehmer nicht oder nicht über ausreichende Kreditsicherheiten verfügen. Weitere Finanzierungsformen sind Unternehmensgründungen und Unternehmensnachfolge
Die Gesellschafter der Bürgschaftsbanken rekrutieren sich aus Industrie- und Handelskammern, Handwerkskammern Landwirtschaftskammern, also Körperschaften des öffentlichen Rechts oder Landesförderinstituten. Die Rechtsform der Bürgschaftsbanken ist als Kapitalgesellschaft (meist GmbH) organisiert, so dass ihre Bürgschaften/Garantien von den Hausbanken der Kreditnehmer mit einem entsprechenden Rating versehen werden.

## Geschäftsablauf
Die mittelständischen Kunden stellen einen Kreditantrag bei ihrer Hausbank, welche die Bestellung einer Kreditsicherheit zur Kreditbedingung macht. Können die Kunden keine eigenen Kreditsicherheiten stellen, wird eine Bürgschaftsbank eingeschaltet. Diese fungiert als Bürge/Garant bis zu 75 % des Kreditbetrages, so dass die Hausbanken einen Selbstbehalt von bis zu 25 % des Kreditrisikos tragen. Als Bürgschaftsart kommen überwiegend modifizierte Ausfallbürgschaften in Betracht. Während der Kreditlaufzeit übernehmen die Hausbanken die permanente Kreditwürdigkeitsprüfung und sind verpflichtet, insbesondere während der Unternehmenskrise ihrer Kreditnehmer die Bürgschaftsbanken umgehend zu unterrichten. 
Übernimmt der Staat (oder ein Bundesland) die Rückbürgschaft, so können die Hausbanken von der so genannten Bürgensubstitution Gebrauch machen, wobei dem durch Bankaval gesicherten Investitionskredit das bessere Rating des Sicherungsgebers „Bund“ oder „Bundesland“ zugeordnet wird. Der staatlich rückverbürgte Anteil gilt in diesem Fall als öffentliche Bürgschaft mit einer Eigenmittel-Anrechnung von „Null“ (Art. 214 f. Kapitaladäquanzverordnung (CRR)).  

## Organisation
Das Kreditgeschäft wird seitens der Kreditinstitute grundsätzlich aufgeteilt in Refinanzierung und Kreditrisiko. Beide Funktionen befassen sich entweder mit der Beschaffung der zu verleihenden Geldmittel (Refinanzierung) oder mit der Risikoübernahme, falls der Kreditnehmer den Kredit nicht zurückbezahlen kann.
Aufgabe der Bürgschaftsbanken ist ausschließlich die Übernahme von Kreditrisiken bis zu 80 % durch Ausfallbürgschaften, die so in der Regel Kredite bis zu einer Höhe von 1,56 Mio. Euro absichern. Dies verringert das Risiko des finanzierenden Kreditinstituts erheblich. Die Bürgschaftsbank zahlt erst dann an das Kreditinstitut, wenn der Kunde seinen Kreditverpflichtungen nicht mehr nachkommen kann und andere Sicherheiten verwertet worden sind. Durch eine Ausfallzahlung der Bürgschaftsbank an das Kreditinstitut ist der Kreditnehmer jedoch nicht von seinen Zahlungsverpflichtungen entbunden, vielmehr ist das Schuldverhältnis auf die Bürgschaftsbank durch Legalzession als Folge der Ausfallbürgschaft automatisch übergegangen (§ 774 Abs. 1 Satz 1 BGB).
Bürgschaftsbanken wiederum erhalten für die zu leistenden Zahlungen anteilige Unterstützung durch Bund und Länder: Die Rückbürgschaften werden zu 65 % (in den alten Bundesländern) und in den neuen Bundesländern seit dem Jahr 2013 mit 75 % (vorher 80 %) vom Bund und dem jeweiligen Land rückverbürgt.

## Rechtsgrundlagen
Da Bürgschaftsbanken gemäß § 1 Abs. 1 Nr. 8 KWG Bürgschaften oder Garantien übernehmen (Garantiegeschäft), betreiben sie Bankgeschäfte und gelten daher als Kreditinstitute, die einer Banklizenz gemäß § 32 KWG bedürfen.
Die Liquiditätsverordnung (LiqV) gilt gemäß § 1 LiqV lediglich noch für Kreditinstitute, auf welche die Bestimmungen über die Liquidität der Art. 411-428 CRR nicht anzuwenden sind. Dies gilt unter anderem auch für Bürgschaftsbanken.
Seit dem 1. Juli 2017 gelten für alle 16 deutschen Bürgschaftsbanken einheitliche und modernisierte Allgemeine Bürgschaftsbestimmungen (ABB). Die Neuerungen erleichtern mittelständischen Unternehmen den Zugang zu Finanzierungen. Bundesweit einheitliche ABB reduzieren die Bürokratie bei Bürgschaftsbanken und vereinfachen und harmonisieren die Zusammenarbeit mit Hausbanken. 

## Bürgschaftsbanken in den Bundesländern
In jedem Bundesland gibt es rechtlich eigenständige Bürgschaftsbanken (z. B. die Bürgschaftsbank Hessen, Bürgschaftsbank Schleswig-Holstein, Bürgschaftsbank Sachsen-Anhalt, Bürgschaftsbank Thüringen oder die Bürgschaftsbank NRW), deren Förderaktivitäten sich kaum unterscheiden. So bieten alle Bürgschaftsbanken Ausfallbürgschaften an, mit denen sie den Hausbanken bis zu 75 % des Kreditrisikos abnehmen. Der Großteil bietet außerdem „Bürgschaften ohne Bank“ an. Bei dem Sonderprogramm können sich Unternehmer mit ihrem Vorhaben zuerst direkt an die Bürgschaftsbank wenden. Mit der grundsätzlichen Bürgschaftszusage sucht der Unternehmer sich eine Hausbank, die den Kredit finanziert. So wird die Suche nach einer Hausbank leichter. Seit Oktober 2015 bieten die Bürgschaftsbanken Agrar-Bürgschaften an. Mit dem bundesweiten Programm werden landwirtschaftliche Betriebe, Aquakulturbetriebe und nicht gewerbliche Gartenbaubetriebe gefördert. Seit 2016 finanzieren die Bürgschaftsbanken mit Contracting-Bürgschaften Energiespar-Contracting-Vorhaben. Dafür wurde mit Experten aus Energieagenturen und Handwerk ein neuer Mustervertrag entwickelt.

## Organisation
Bürgschaftsbanken sind im Verband Deutscher Bürgschaftsbanken zusammengeschlossen, der 17 Bürgschaftsbanken und Beteiligungsgarantiegesellschaften sowie 15 Mittelständische Beteiligungsgesellschaften (MBGen) vertritt.

## Geschichte
Bürgschaftsbanken wurden nach dem Zweiten Weltkrieg gegründet, die erste 1949 in Schleswig-Holstein. Ursache war die nachkriegsbedingte Wirtschaftslage, in der Unternehmen und potenzielle Unternehmer aufgrund der Kriegsfolgen häufig weder über Barmittel noch über Vermögenswerte, die als Kreditsicherheit herangezogen werden konnten, verfügten. Um betriebswirtschaftlich sinnvolle Vorhaben trotzdem zu ermöglichen, wurden in den Bundesländern die Bürgschaftsbanken – häufig noch unter der Bezeichnung Landesgarantiekasse oder Kreditgarantiegemeinschaft – gegründet, die mit Unterstützung der Kreditinstitute, Wirtschaftsverbände, Kammern, Innungen und nicht zuletzt des Staates Kreditsicherheiten stellen konnten und somit den wirtschaftlichen Aufschwung in Deutschland unterstützten.
Nach der Wiedervereinigung wurden in den neuen Bundesländern ebenfalls Bürgschaftsbanken gegründet. Darüber hinaus haben viele osteuropäische Länder das Bürgschaftsbankensystem im Rahmen der EU-Osterweiterung übernommen.
Der Einsatz von Bürgschaftsbanken, um Unternehmenswachstum oder Existenzgründungen zu ermöglichen, wurde in der Vergangenheit vor dem Hintergrund der Suche nach effektiven Wirtschaftsförderinstrumenten (hier in Form von haushaltsschonenden Eventualverbindlichkeiten) immer wieder gestärkt.

## International
In Österreich sind die Bürgschaftsbanken dezentralisiert und weisen als Mitgesellschafter häufig die Bundesländer auf wie beispielsweise das Land  Oberösterreich bei der Kreditgarantie- und Unternehmensbeteiligungsgesellschaft in Linz, die Bürgschaften für Bankkredite übernimmt.
Die vier Bürgschaftsgenossenschaften der Schweiz unterstützen leistungsfähige kleine und mittlere Unternehmen (KMU) bei Unternehmensgründungen, Investitionen und Nachfolgeregelungen. Als zuverlässige Partner erleichtern sie ihnen den Zugang zu einer sicheren Finanzierung, indem sie bei den Banken für Darlehen in der Höhe von bis zu einer Million Schweizer Franken bürgen. Dadurch verhelfen sie den KMU zu den notwendigen Krediten.